# Sauset (Gard)
Sauset (en francès Sauzet) és un municipi francès situat al departament del Gard i a la regió d'Occitània.